# Гурскалин, Пётр Иванович
Пётр Иванович Гурскалин († 1850) — русский издатель, владелец магазина и музыкально-издательской фирмы «Одеон» (A l’Odéon), существовавшей в Санкт-Петербурге между 1840 и 1860 годами. Друг и издатель М. И. Глинки.

## Биография
Родом из шведско-немецкой семьи Hurskalin, обосновавшейся в Санкт-Петербурге в XVIII веке.
В конце 1830-х годов основал в Санкт-Петербурге магазин и нотное издательство «Одеон» (A l’Odéon), одно из первых русских нотных издательств.
В 1839 году издал «Собрание музыкальных пьес, составленное М. Глинкою», в которое, по сообщению в газете «Северная пчела» (1838, № 282, 12 дек.), Глинка включил более 30 пьес, «принадлежащих исключительно русским или постоянно проживающим в России композиторам» (А. А. Алябьева, А. Н. Верстовского, А. С. Даргомыжского, М. Л. Яковлева, В. Ф. Одоевского, А. Ф. Львова и др., а также более десяти собственных сочинений).
В начале 1840-х годов Гурскалин приобрёл у фирмы Снегирев и К° изданные последние романсы Глинки и продолжил издавать его сочинения (в частности, фрагменты опер «Жизнь за царя» и «Руслан и Людмила»).
В 1854 году уступил фирме Ф. Т. Стелловского свои права на издание сочинений Глинки за 800 руб. (вместе с досками и экземплярами).